# Adolph Ludwig zu Solms
Adolph Ludwig Graf zu Solms, Herr zu Münzenberg, Eigenschreibung: Adolph Ludewig Graf zu Solms (* 22. August 1706 in Rösa; † 16. Oktober 1760) war ein königlich-polnischer und kurfürstlich-sächsischer Kammerherr und Rittergutsbesitzer.

## Leben
Er stammte aus dem Adelsgeschlecht der Grafen zu Solms, speziell aus dem 1537 von Philipp Graf zu Solms begründeten sächsischen Ast der Linie Solms-Lich. Wie viele Mitglieder seine Familie schlug auch er eine Verwaltungslaufbahn am Dresdener Hof ein, wo er zunächst Kammerjunker und nach Erreichen der Volljährigkeit Titular-Kammerherr wurde.
Adolph Ludwig Graf zu Solms erhielt aus der väterlichen Erbmasse das Rittergut Rösa. Zu diesem Gut erwarb er im September 1728 von Friedrich Amandus von der Lochau das Rittergut Schköna, das bis zur Enteignung durch die Bodenreform im September 1945 Sitz seines Familienzweiges der Grafen zu Solms wurde. Das Schloss Schköna wird heute als privates Wohnhaus genutzt.
Innerfamiliär machte er sich durch eine Schuldklage zeitweilig recht unbeliebt, nachdem es 1751 zu einer Klage gegen einen auf Pouch sitzenden Familienangehörigen gekommen war.
Bei seinem Tod im Alter von 54 Jahren hinterließ er im Jahre 1760 seinem einzigen Sohn Otto Heinrich Ludwig Graf zu Solms (1740–1814) die beiden Rittergüter Schköna und Rösa mit dem dazugehörigen Dorf Krina. Dieser starb als Geheimer Rat 1814 als Graf zu Solms-Sonnewalde auf Schköna am 3. März 1814 als „Standesherr der Herrschaft Sonnewalde“.
Die Tochter Henriette Wilhelmine Juliane Louise (1731–1798) wurde 1760 von ihrem Ehemann, einem Freiherrn von Ochsenstein, geschieden. Sie war mit dem preußischen Generalmajor Ludwig von Buddenbrock liiert, mit dem sie unehelich Kinder bekam, die 1774 vom preußischen König als adelig und mit dem väterlichen Familiennamen legitimiert wurden.